# کاپوتی (قبرس)
کاپوتی (ترکی استانبولی: Kalkanlı) در ناحیه لفکوشا در کشور قبرس شمالی واقع شده‌است. دانشگاه فنی خاورمیانه قبرس شمالی در این شهر قرار گرفته‌است.